# Raphiptera
Raphiptera är ett släkte av fjärilar. Raphiptera ingår i familjen Crambidae.
Kladogram enligt Catalogue of Life:
| Raphiptera | \| \| Raphiptera argillaceellus \| \| \| \| \| \| Raphiptera minimellus \| \| \| \| |
|            | \| \| Raphiptera argillaceellus \| \| \| \| \| \| Raphiptera minimellus \| \| \| \| |
|            | Raphiptera argillaceellus                                                           |
|            |                                                                                     |
|            | Raphiptera minimellus                                                               |
|            |                                                                                     |